# 미국 콥트 정교회

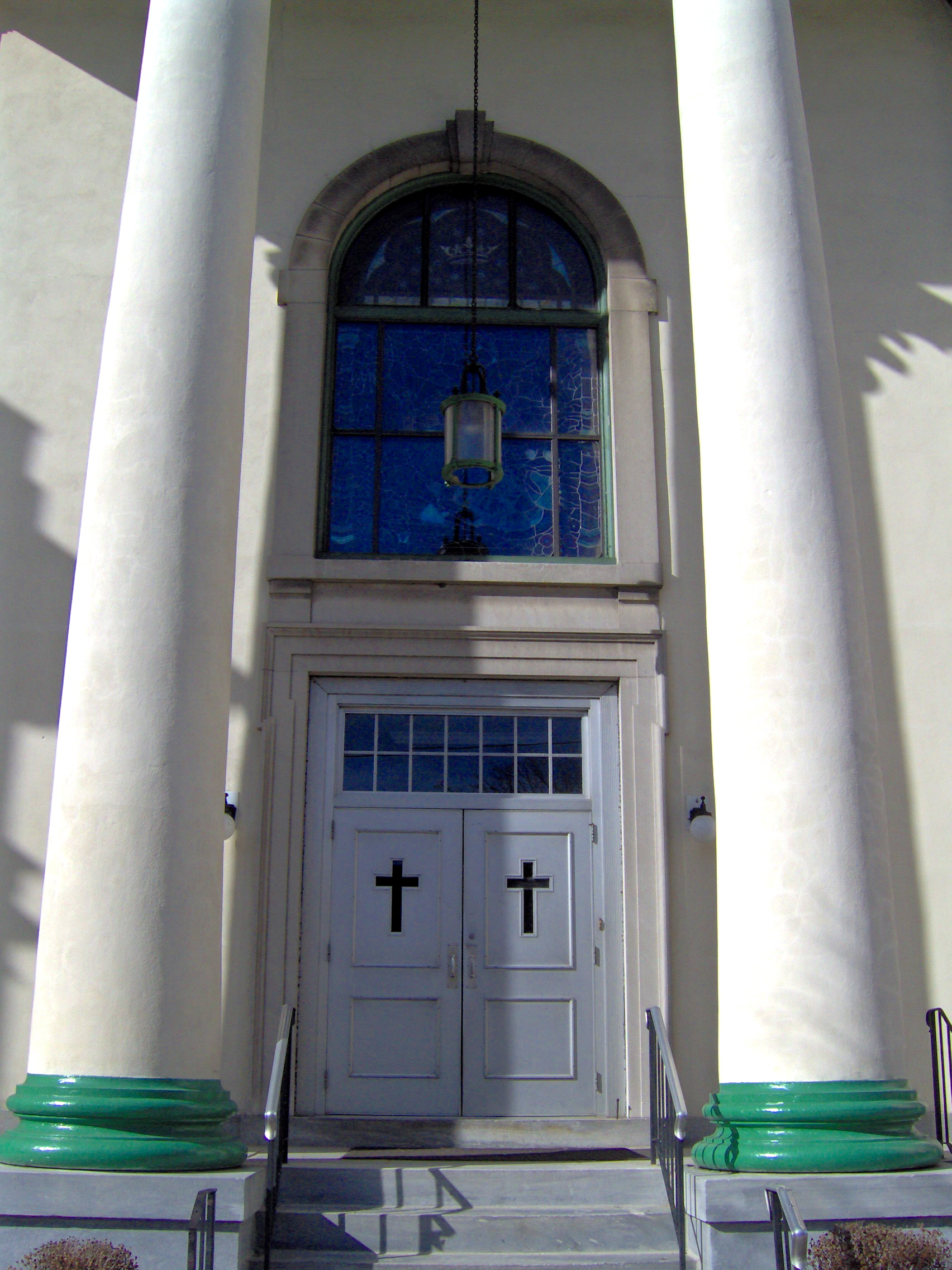
노리스타운, 펜실베니아주 콥트 정교회 성 게오르기오스 성당.

미국 콥트 정교회(영어: Coptic Orthodox Church in the United States)는 콥트 정교회 신자들이 1940년대부터 이민하여 세운 교회이다. 1952년부터 숫자가 증가하기 시작하여 1960년대에 뉴저지에 성 마르코 성당(St. Mark's Coptic Orthodox Church)을 세웠다. 알렉산드리아 콥트 정교회는 2002년 적게는약 350,000명에서 많게는 700,000명 정도까지로 추산되고 있다. 미국에 교구는 약 200개가 넘는다.

## 같이 보기
- 콥트
- 알렉산드리아 콥트 정교회
- 오리엔트 정교회